# La cadena de oro
La cadena de oro (en su título original: Chain of Gold) es una novela juvenil de fantasía urbana ambientada en el mundo de cazadores de sombras. El libro fue escrito por la escritora estadounidense y publicado en inglés el 3 de marzo de 2020; forma parte de la trilogía «Cazadores de sombras: las últimas horas» siendo el primer tomo de esta.
Está ambientado principalmente en Londres durante el verano de 1903, siendo plena época eduardiana en Reino Unido; aunque, hay algunas escenas retrospectivas (también llamados flashbacks) que transcurren en años y locaciones diferentes. Su protagonista es Cordelia Carstairs y sus coprotagonistas son James Herondale y Lucie Herondale. 
Su trama principal gira en torno de la llegada a la ciudad de la protagonista y su familia; una vez ahí, los protagonistas se ven envueltos en dramas amorosos y un misterio respecto a un nuevo tipo de demonios —tolerantes a la luz solar y con un veneno mortal incurable— que asechan la ciudad.
El título del libro, al igual que los otros dos de la trilogía, fue inspirado por la novela Grandes esperanzas de Charles Dickens.

## Personajes

### Principales
- Cordelia Carstairs: cazadora de sombras cuya familia llega a Londres para evitar la ruina familiar debido a la acusación de su padre de un terrible crimen. Hija de Elias y Sona Carstairs. Es la portadora de la mítica espada Cortana. Ha estado enamorada de James desde que eran niños. Es pelirroja, de ojos oscuros y tez morena clara.
- James Herondale: amigo de la infancia de Cordelia. Es popular y apuesto. Hijo mayor de Will y Tessa Herondale. Tiene la habilidad de viajar la reino de las sombras, ya que tiene descendencia demoniaca por parte de su abuelo paterno (el cual es un demonio mayor). Junto a Matthew, Thomas y Christopher forma parte de un grupo de amigos. Es de cabello negro, ojos dorados y tez pálida.
- Lucie Herondale: hermana de James y mejor amiga de Cordelia. En un futuro, ella es quien será la parabatai de Cordelia. Aspira a ser escritora y escribe una novela. Tiene la habilidad de ver fantasmas —de todo tipo— y comandarlos. Es de cabello castaño, ojos azules y tez pálida.

### Secundarios
- Matthew Fairchild: parabatai de James. Hijo menor de la Charlotte Fairchild (la Cónsul) y Henry. Es bisexual y está enamorado de Lucie. Junto a Matthew, Thomas y Christopher forma parte de un grupo de amigos. Tiene el cabello rubio, los ojos verdes y la tez blanca.
- Thomas Lightwood: amigo de James y joven caballero que recientemente regresa de un viaje a España. Tercer y único varón de Gideon y Sophie Lightwood. Junto a Matthew, Thomas y Christopher forma parte de un grupo de amigos. Es muy alto, tez blanca y de cabello castaño.
- Christopher Lightwood: amigo de James y primo de Thomas. Segundo hijo de Gabriel y Cecily Lightwood. Junto a Matthew, Thomas y Christopher forma parte de un grupo de amigos. Se distrae con  facilidad y aspira a ser inventor. Tiene el cabello café oscuro y los ojos de color lila y lleva lentes.
- Alastair Carstairs: hermano mayor de Cordelia. Tiene una relación difícil con James y sus amigos debido a problemas en su infancia. Es gay. Es de tez morena oscura, tiene los ojos verdes y su cabello es naturalmente rubio, aunque lo lleva teñido de rubio.
- Anna Lightwood: hermana de Thomas y primogénita de sus padres. Se identifica como no binaria, le gustan las mujeres y se viste como hombre. Acostumbra a llevar un estilo de vida «muy rebelde» para su época. Tiene la tez blanca, cabello negro y ojos azules.
- Grace Blackthorn: misteriosa hija adoptiva de Tatiana Blackthorn, de la cual, James está enamorado profundamente. Es de tez pálida y tiene el cabello blanco.

### Terciarios
- Hermano Zachariah: hermano silencioso y exparabatai de Will. Es primo de Cordelia y Alastair debido a que es el sobrino de su padre. Actúa como una especie de tío para James y Lucie.
- Magnus Bane: poderoso brujo y antiguo amigo del matrimonio Herondale, que llegue a Londres para visitarlos.

## Recepeción
El libro se mantuvo, tras su estreno, catorce semanas en la lista de los libros más vendidos del New York Times. Obtuvo el tercer lugar en los Goodreads Choice Awards del 2020 en la categoría de «Mejor fantasía y ciencia ficción de literatura juvenil» con un total de 42 233 votos.